# 下村志保美
下村 志保美（しもむら しほみ、1968年12月1日 - ）は、日本の時間管理と整理収納のコンサルタント。
整理収納片付けチーム「PRECIOUS DAYS」主宰、片付けアカデミー共同代表、エアトランク整理収納事業部研修リーダー。新聞・雑誌・ウェブメディアでの執筆や取材を受けるほか、講演活動も行っている。

## 経歴
愛媛県松山市生まれ。大学卒業後、英語講師、投資顧問会社勤務、東京大学大学院教授秘書、東京大学医学部附属病院医局勤務など、異なる業界での勤務経験を持つ。
2000年から2005年まで、夫の海外転勤に伴い中東で生活し、異文化体験やイラク戦争を経験する。帰国後、東京大学大学院教授秘書および東京大学医学部附属病院医局に勤務。
2014年、片付けコンサルタントとしての活動を開始し、2018年に「PRECIOUS DAYS」を発足。これまで延べ3,000件以上の整理収納作業を行い、スピード感のある片付け手法が特徴とされている。

## メディア出演・掲載

### 新聞・雑誌
- 日本経済新聞「NIKKEIプラス1」 - 整理術特集[7]
- 読売新聞 - 片付けに関するアドバイス
- 秋田魁新報（2023年6月） - 整理収納専門家として掲載[8]

### テレビ・ラジオ
- 日本テレビ『DayDay.』 - 整理収納の専門家として出演[9]
- ニッポン放送『COZY UP!』 - 「防災片付け術」解説[10]

### セミナー
- 「片付けのプロが教える 捨てるから始めない終活講座」（ITmedia）[6][11]
- 男女共同参画フォーラム（2017年〜毎年登壇、江東区）[12]
- 「利き脳片づけ収納術講座」（ITmedia株式会社主催）[13]
- 「利き脳片づけセミナー」（Loft梅田店・渋谷店）[14]
- BLC定例会（2023年6月、秋田魁新聞社主催）

### オンラインメディア
- Yahoo!ニュース - 片付け術・時間管理に関する記事が複数掲載[15][16][17]
- プレジデントオンライン - 「お金が貯まる片付け術」や家計管理に関する記事が紹介[18][19]
- ITmedia エグゼクティブ - 効率的な整理術について解説[6]
- ゴールドオンライン - ライフスタイル整理に関するインタビュー掲載[20][21]

## 著書
- 『片付けのプロが教える心地よい暮らしの整え方』（三笠書房、2018年）ISBN 9784837927624[5]
- 「お金が貯まる家」にはものが少ない プロだけが知っている、お金が増える53の習慣  (扶桑社,2024年4月25日発売) ISBN 4594097243 [22]